# 전환율
인터넷 마케팅 분야에 있어서, 전환율(conversion rate, 다른 말로 컨버전율, 전환률)이란 웹사이트를 방문한 사람 중, 소정의 유도된 행위를 한 방문자의 비율을 말한다. 유도된 행위란, 예를 들면, 무언가를 구매한다든가 사이트의 핵심 문서를 읽는다든가, 무언가를 다운로드받는다든가 하는 행위를 말한다.
전환율은 전환수를 방문자수로 나누어 계산한다. 보통 퍼센티지 단위를 쓴다.

## 전환 가치
웹사이트에서 방문자가 행하도록 계획된 행위를 여러 개 있는 경우를 떠올릴 수 있다: 정보를 요청하고, 이메일 뉴스레터를 구독신청하고, 데모 소프트웨어를 다운로드하고, 무언가를 산다든가 하는 것들이다. 이 때, 각 행위 유형에 대해 경제적인 가치 – 전환 가치가 부여될 수 있다. 웹사이트 제공 회사는 전환율도 최적화하려고 할 수 있지만, 한 방문자에 대해 이러한 가치의 총합을 최적화하려 할 수도 있다.

## 전환율의 측정
전화나 매점 방문 등, 오프라인적인 응답을 바라는 웹사이트들에서는, 전환율을 측정하는 것이 곤란할 수 있다. 온라인적인 응답을 측정하기 위해서는 웹 분석 소프트웨어를 사용하여야 한다. 버라이즌과 같은 일부 온라인 마케팅 회사들은, 비즈니스 등록자들이 웹사이트를 통해 질의를 받을 수 있도록, 특정 전화 번호에 연결된 (웹사이트) 추적 프로그램(tracking program)을 제공하고 있기도 하다.

## 같이 보기
- 전환 (마케팅)
- 전환 최적화